# Celsiane
La celsiane est une espèce minérale du groupe des silicates sous-groupe des tectosilicates  de la famille des feldspaths, formé d'aluminosilicates de baryum de formule BaAl2Si2O8, avec des traces : Fe;Mg;Ca;Na;K;F. Les rares cristaux de cette espèce peuvent atteindre 2 cm.              

## Inventeur et étymologie
Décrite par le minéralogiste  suédois Sjogren en 1895, qui a dédié l'espèce à Anders Celsius (1701-1744), astronome et naturaliste suédois.

## Topotype
Mine  de Jakobsberg, Nordmark, Filipstad, Värmland, Suède.

## Cristallographie
C'est un minéral transparent à structure monoclinique, généralement transparent quand il est pur.
Paramètres de maille : a = 8,622 Å, b = 13,078 Å, c = 14,411 Å, β = 115,2°, V = 1470,31 A3

## Cristallochimie
- C'est un minéral tout à fait stable jusqu'à 1 590 °C[5].
- Dimorphe du paracelsian

- La celsiane forme une série avec l'orthose d'une part, et avec le hyalophane d'autre part.

## Gîtologie
Ce minéral se retrouve dans les roches métamorphiques riches en baryum. Il est assez rare à l'état naturel et est associé à l'hydrothermalisme ou à la sédimentation.

### Minéraux associés
barite, cymrite, dolomite, hausmannite, hyalophane, jacobsite, muscovite, paracelsian, quartz, rhodochrosite, rhodonite, rutile, spessartine, taramellite, zoïsite

## Synonyme
- Celsian (terme anglosaxon reconnu par l'IMA)
- Barium-Anorthite [6]

## Variétés
Il existe des variétés synthétiques
- Germanate-celsian : de formule idéale : BaAl2Ge2O8.

## Gisements
- Espagne, Zamora
- Japon
- Pays de Galles
- Suède
- États-Unis

Californie
New Jersey, Franklin mines

## Utilisation
La version synthétique de la celsiane est utilisée dans les céramiques, le verre et les composites dentaires. C'est une substance très appréciée pour sa résistance mécanique élevée permettant d'obtenir des composites aux performances améliorées tout en respectant les propriétés de transparence et de couleur du composé d'origine.